# 고덕역
고덕(강동경희대학병원)역(Godeok(Gangdong Gyeongheedaehaq Hospital)Station, 高德(江東慶熙大學病院)驛)은 서울특별시 강동구 고덕동에 있는 수도권 전철 5호선의 지하철역이다. 부산 도시철도 2호선 동원역을 비롯한 인천 도시철도 1호선 인천터미널역, 수도권 전철 서해선의 시흥시청역처럼, 역사는 지하에 있지만 북쪽 출구는 지상으로 노출돼 있는 것이 특징이다. 2028년 7월에 서울 지하철 9호선 4단계 구간이 개통되면 환승역이 될 예정이다.

## 역사
- 1995년 11월 15일 : 서울 지하철 5호선 왕십리역~상일동역 구간 개통과 함께 영업 개시

## 역 구조
승강장은 2면 2선의 상대식 승강장으로 운영되며, 스크린도어가 설치돼 있다.

### 승강장
| 명일 ↑   |
| \| 상    |
| ↓ 상일동 |

| 상행 | ● 수도권 전철 5호선 | 천호(풍납토성)·왕십리(성동구청)·여의도(신한투자증권)·방화 방면 |
| 하행 | ● 수도권 전철 5호선 | 상일동 · 하남시청(덕풍·신장)·하남검단산 방면                   |

## 역 주변
- 강동고등학교
- 강동구도시관리공단 온조대왕문화체육관
- 강동경희대학교병원
- 고덕평생학습관
- 광문고등학교
- 서울대명초등학교
- 서울명원초등학교
- 명일여자고등학교
- 명일중학교
- 서울묘곡초등학교
- 배재고등학교
- 배재중학교
- 서울장애인종합복지관
- 이마트 명일점
- 한국구화학교
- 한영고등학교
- 한영외국어고등학교
- 한영중학교
- 서울컨벤션고등학교

## 이용객 변동
| 노선  | 노선   | 일평균 인원수 (명/일) | 일평균 인원수 (명/일) | 일평균 인원수 (명/일) | 일평균 인원수 (명/일) | 일평균 인원수 (명/일) | 일평균 인원수 (명/일) | 일평균 인원수 (명/일) | 일평균 인원수 (명/일) | 일평균 인원수 (명/일) | 일평균 인원수 (명/일) | 각주  |
| 노선  | 노선   | 2000년                | 2001년                | 2002년                | 2003년                | 2004년                | 2005년                | 2006년                | 2007년                | 2008년                | 2009년                | 각주  |
| ----- | ------ | --------------------- | --------------------- | --------------------- | --------------------- | --------------------- | --------------------- | --------------------- | --------------------- | --------------------- | --------------------- | ----- |
| 5호선 | 승차   | 8,700                 | 9,177                 | 8,977                 | 9,085                 | 8,602                 | 7,961                 | 8,261                 | 8,298                 | 8,309                 | 8,527                 | [ 1 ] |
| 5호선 | 하차   | 8,288                 | 8,630                 | 8,342                 | 8,522                 | 7,942                 | 7,384                 | 7,785                 | 7,815                 | 7,824                 | 7,934                 | [ 1 ] |
| 5호선 | 승하차 | 16,988                | 17,807                | 17,319                | 17,607                | 16,545                | 15,346                | 16,046                | 16,114                | 16,133                | 16,461                | [ 1 ] |
| 노선  | 노선   | 2010년                | 2011년                | 2012년                | 2013년                | 2014년                | 2015년                | 2016년                | 2017년                |                       |                       | [ 1 ] |
| 5호선 | 승차   | 8,992                 | 9,086                 | 8,919                 | 8,831                 | 8,888                 | 8,702                 | 8,561                 | 9,609                 |                       |                       | [ 1 ] |
| 5호선 | 하차   | 8,485                 | 8,746                 | 8,854                 | 8,763                 | 8,841                 | 8,587                 | 8,406                 | 9,315                 |                       |                       | [ 1 ] |
| 5호선 | 승하차 | 17,477                | 17,831                | 17,773                | 17,594                | 17,729                | 17,289                | 16,967                | 18,924                |                       |                       | [ 1 ] |

## 사진

수도권 전철 5호선 고덕역
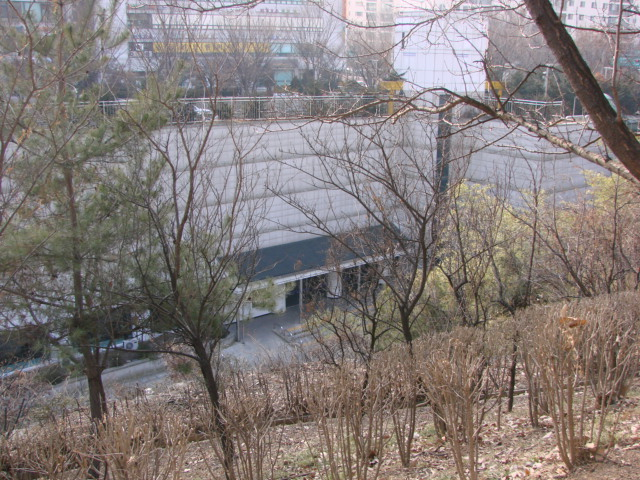
고덕역 북쪽의 야산에서 촬영한 사진. 가운데 세로 축에 보이는 입구가 바로 고덕역사 북문이다.
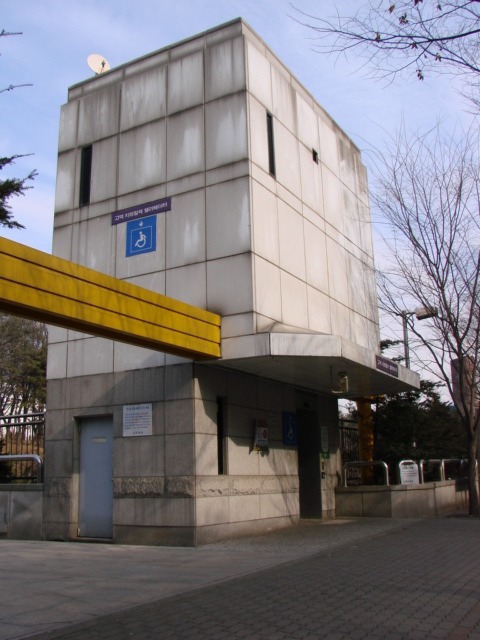
교통 약자를 위해 설치한 엘리베이터
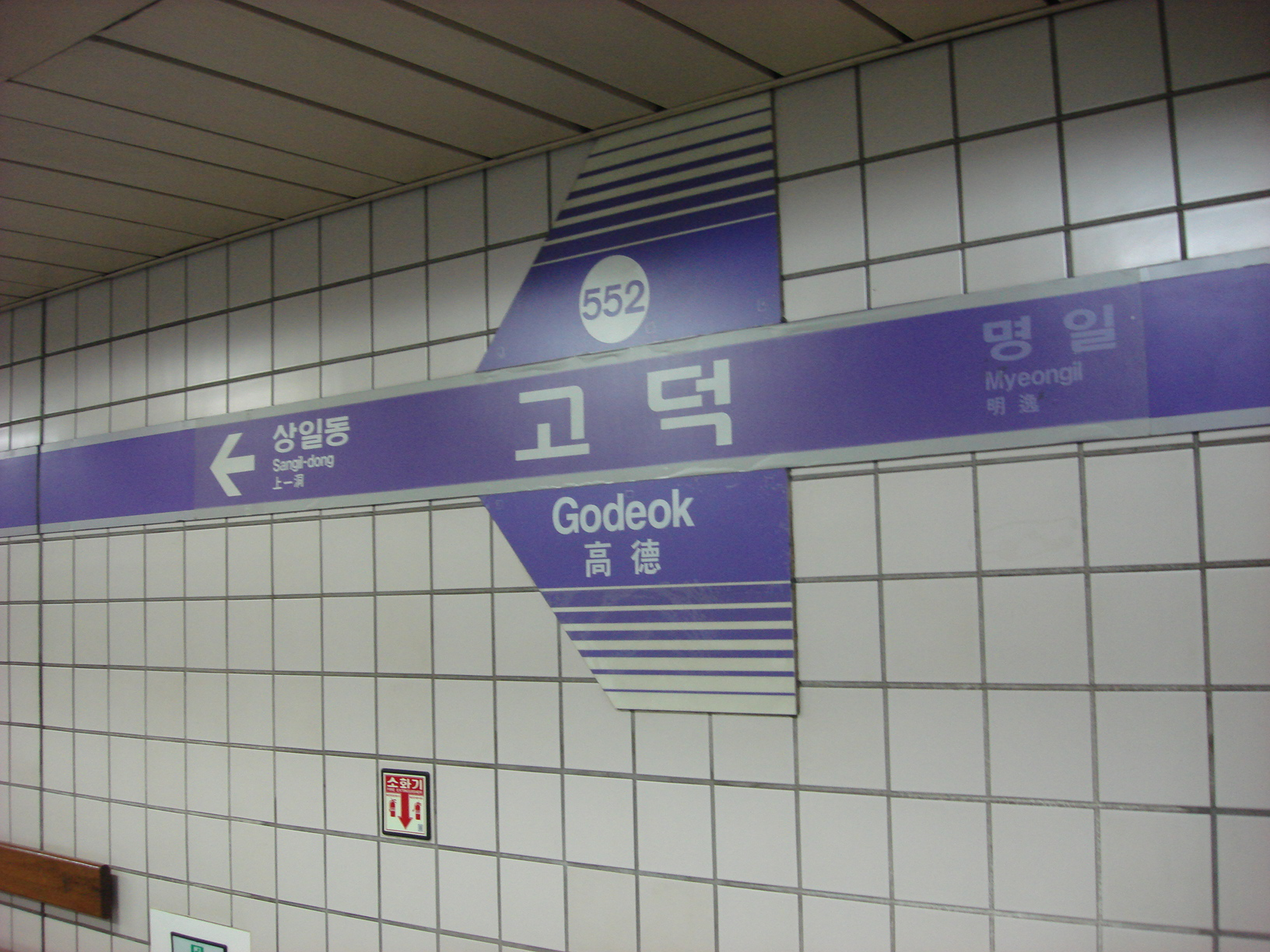
고덕역 역명판(2012년 5월)
고덕역 개찰구
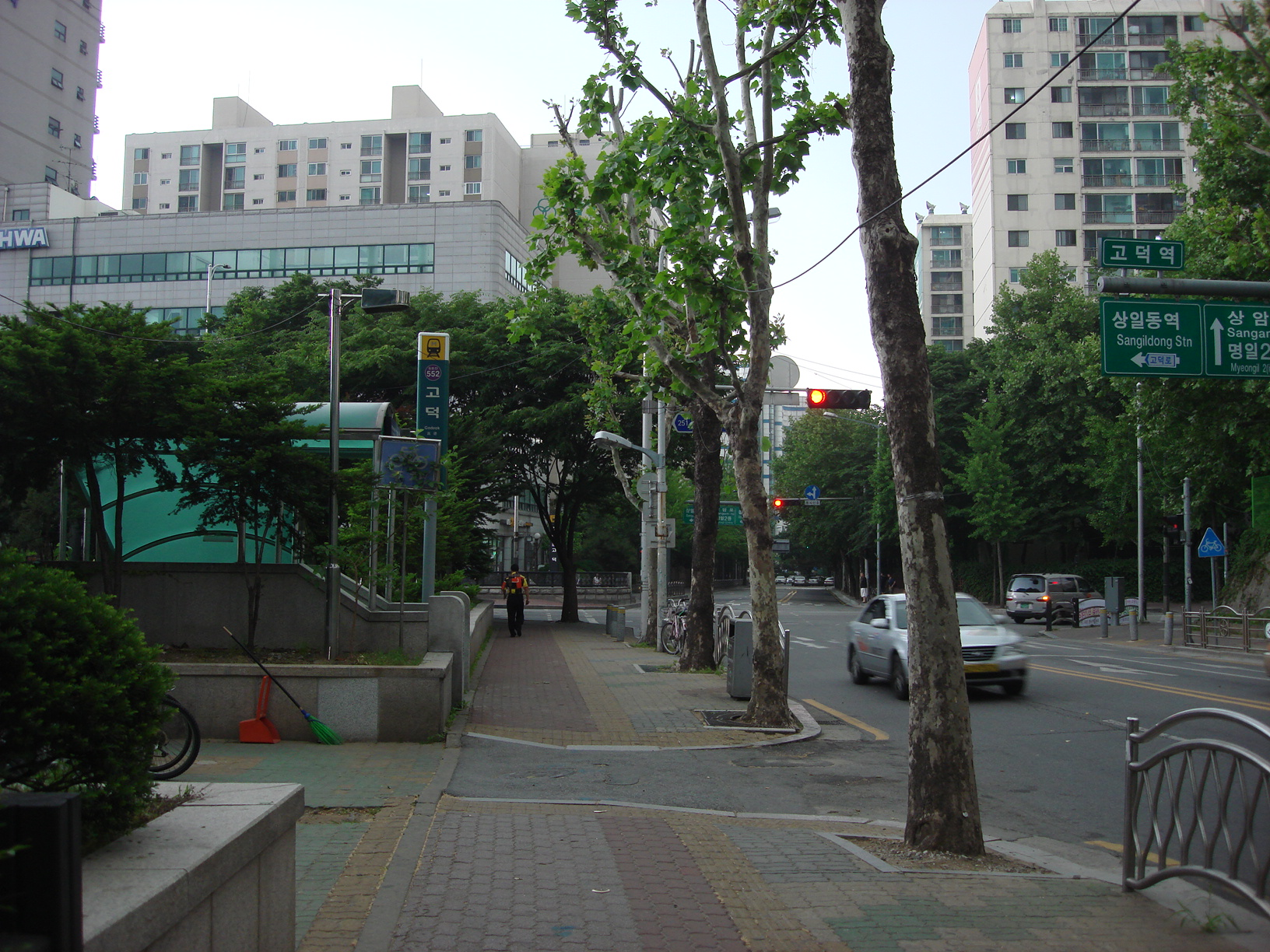
고덕역 1번출구
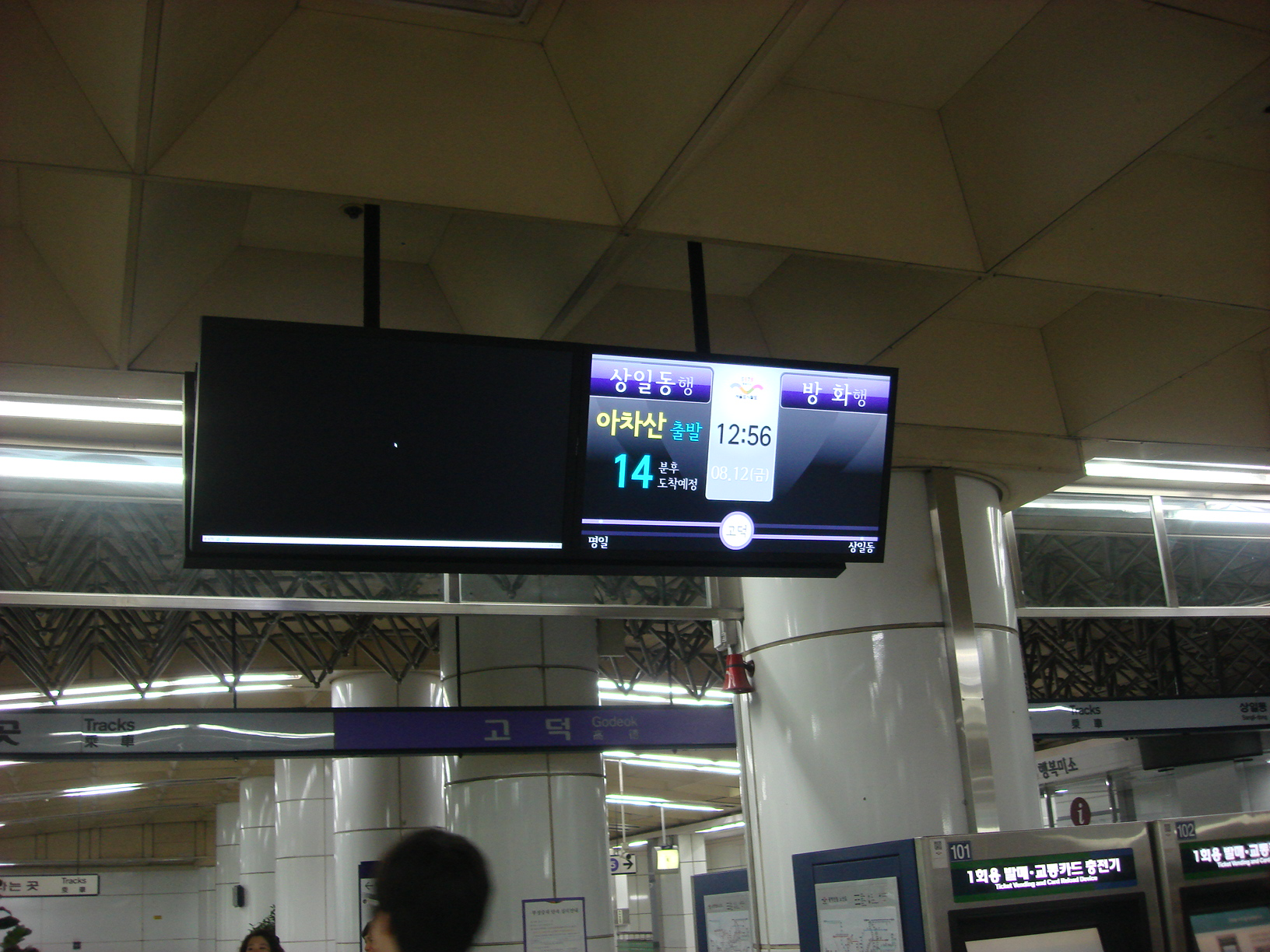
고덕역 열차 도착 안내 LCD
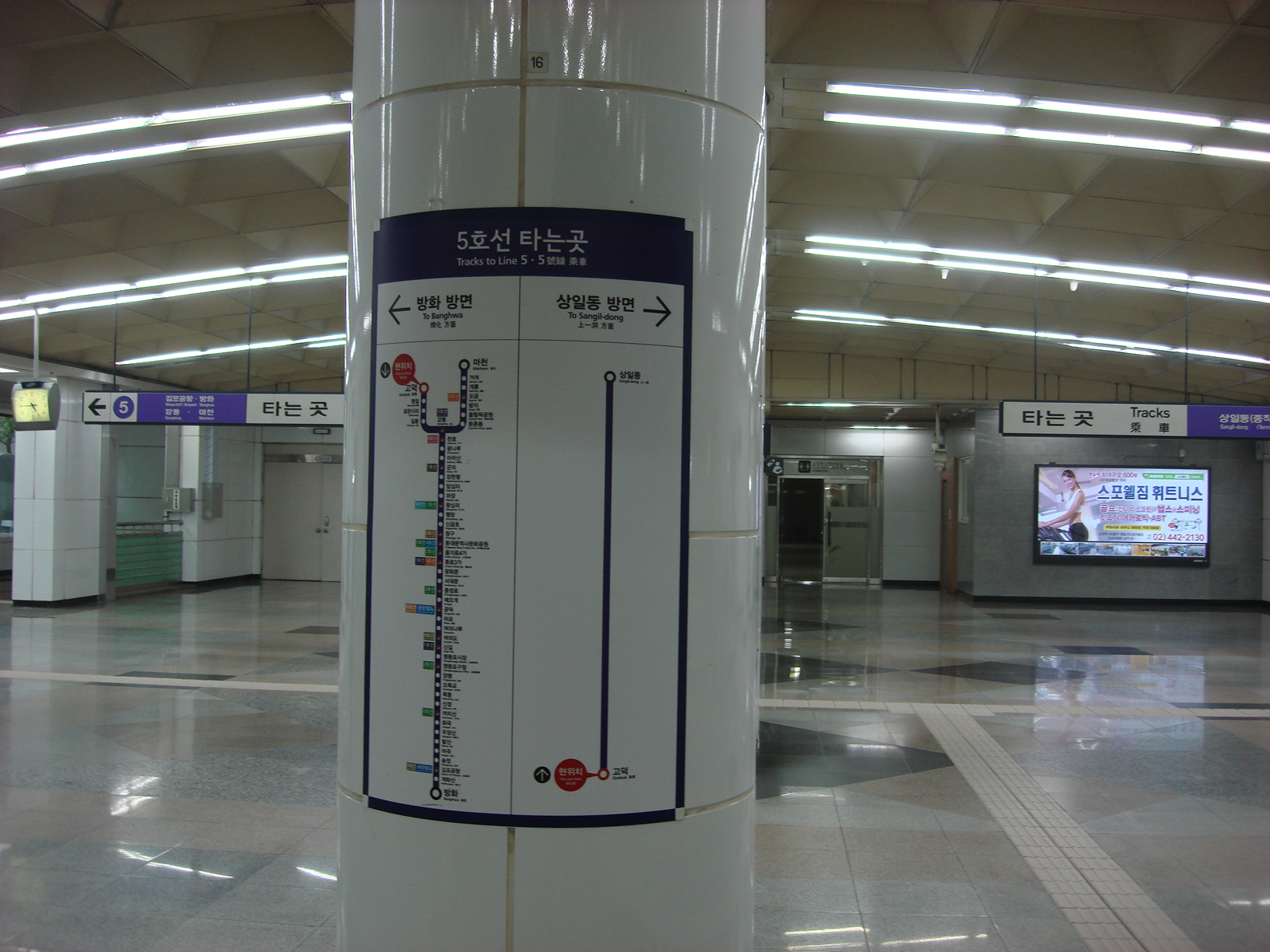
고덕역 타는 곳 안내
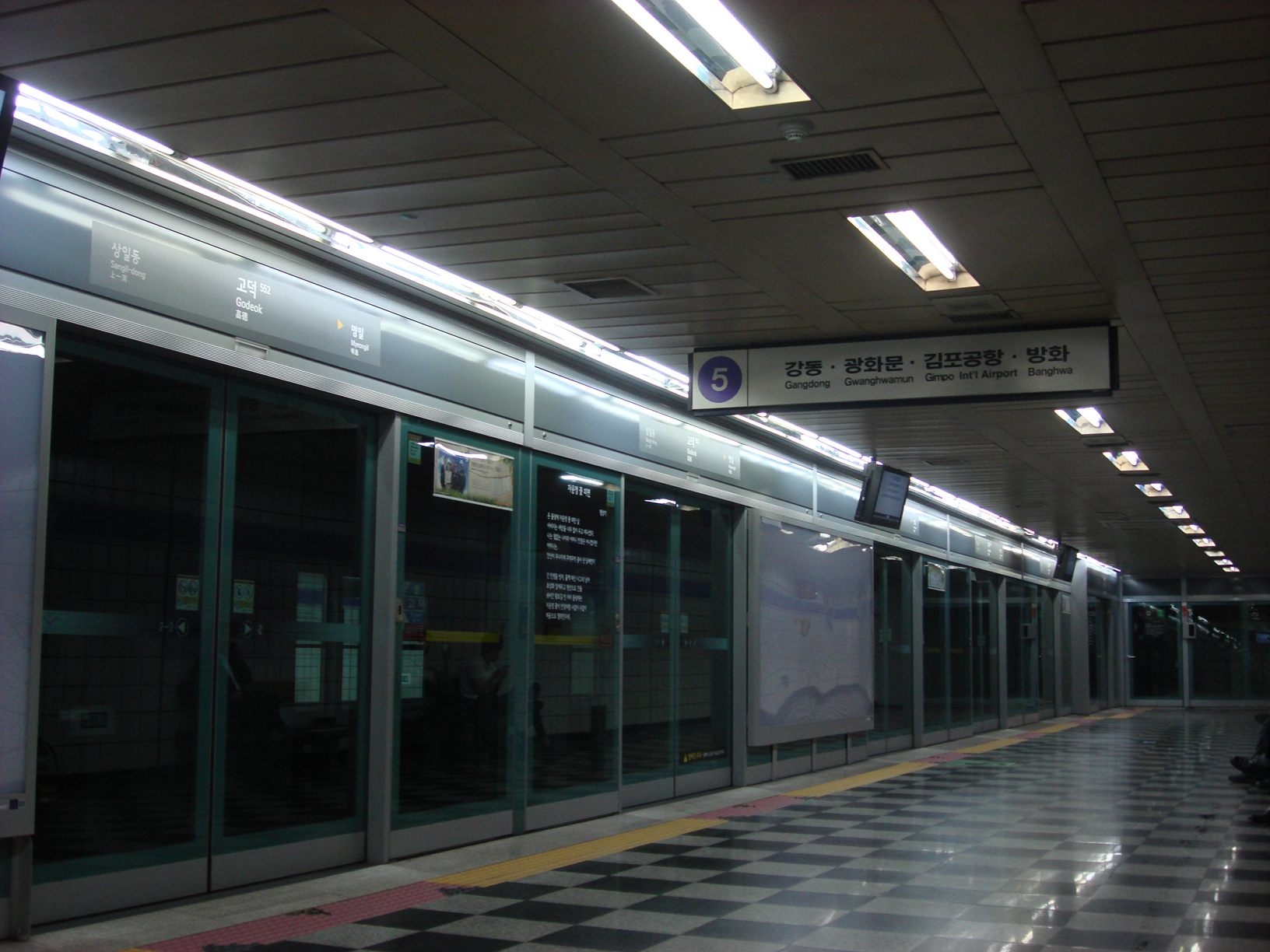
고덕역 승강장 (방화방면)
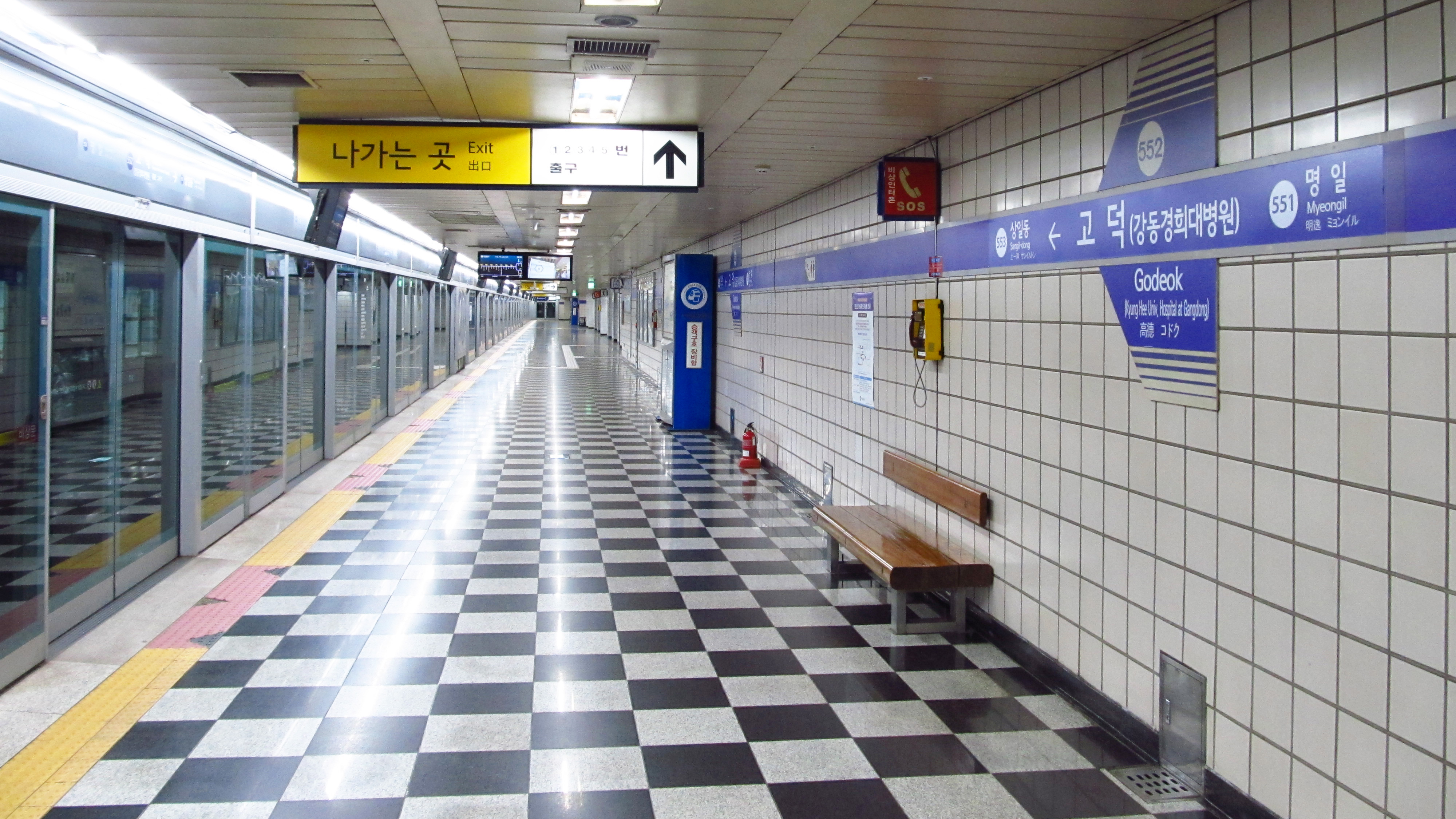
고덕역 승강장 (상일동방면, 2018년 9월)
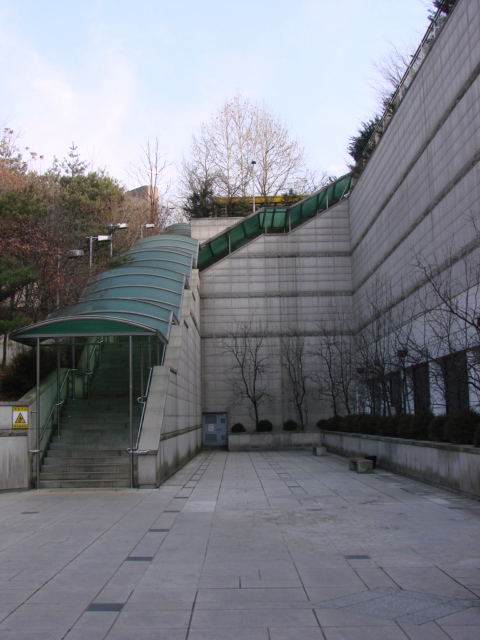
고덕역 북문 밖에서 3번 출구를 촬영한 사진
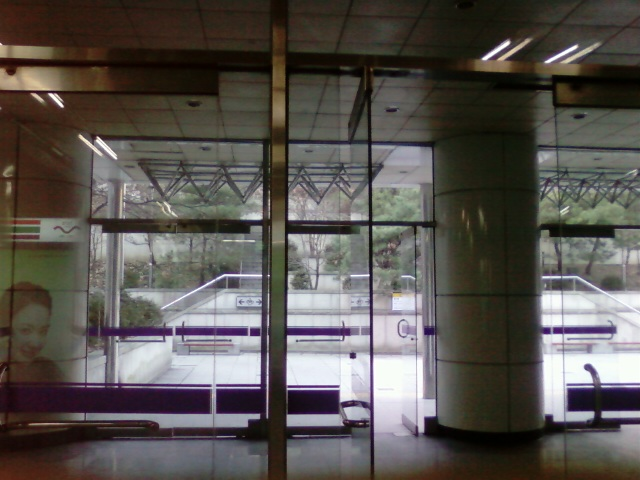
고덕역 북문 안에서 바깥을 촬영한 사진
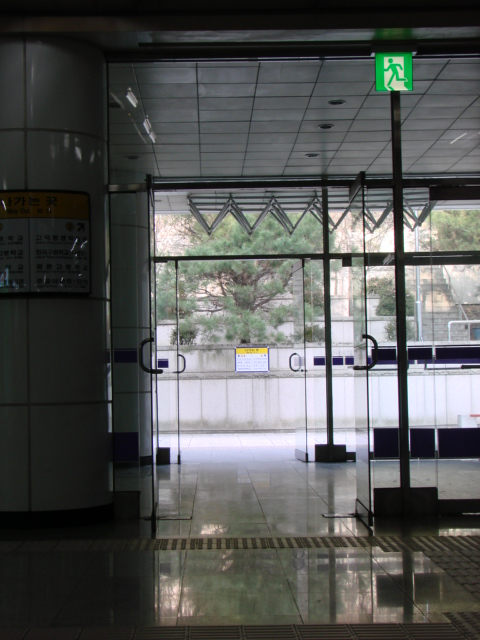
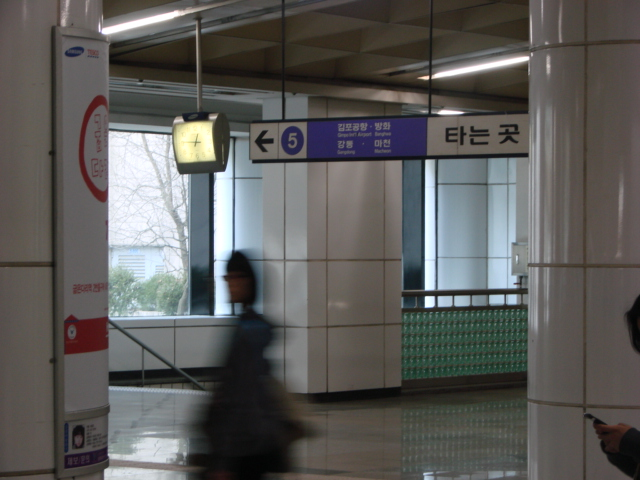
지상으로 노출되어 있는 상행선 승강장 입구
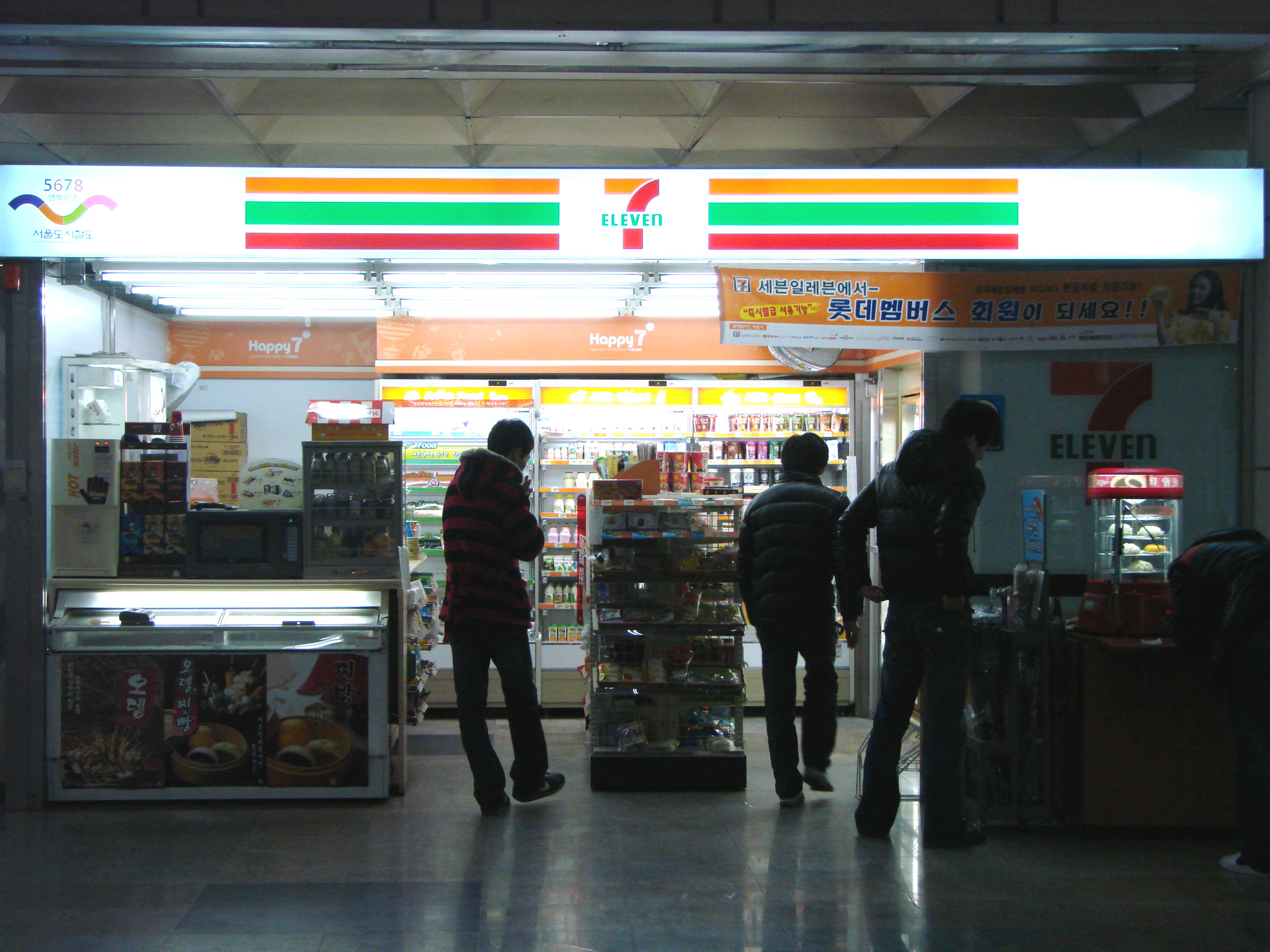
구내에 위치한 세븐일레븐 편의점(2009년 1월)
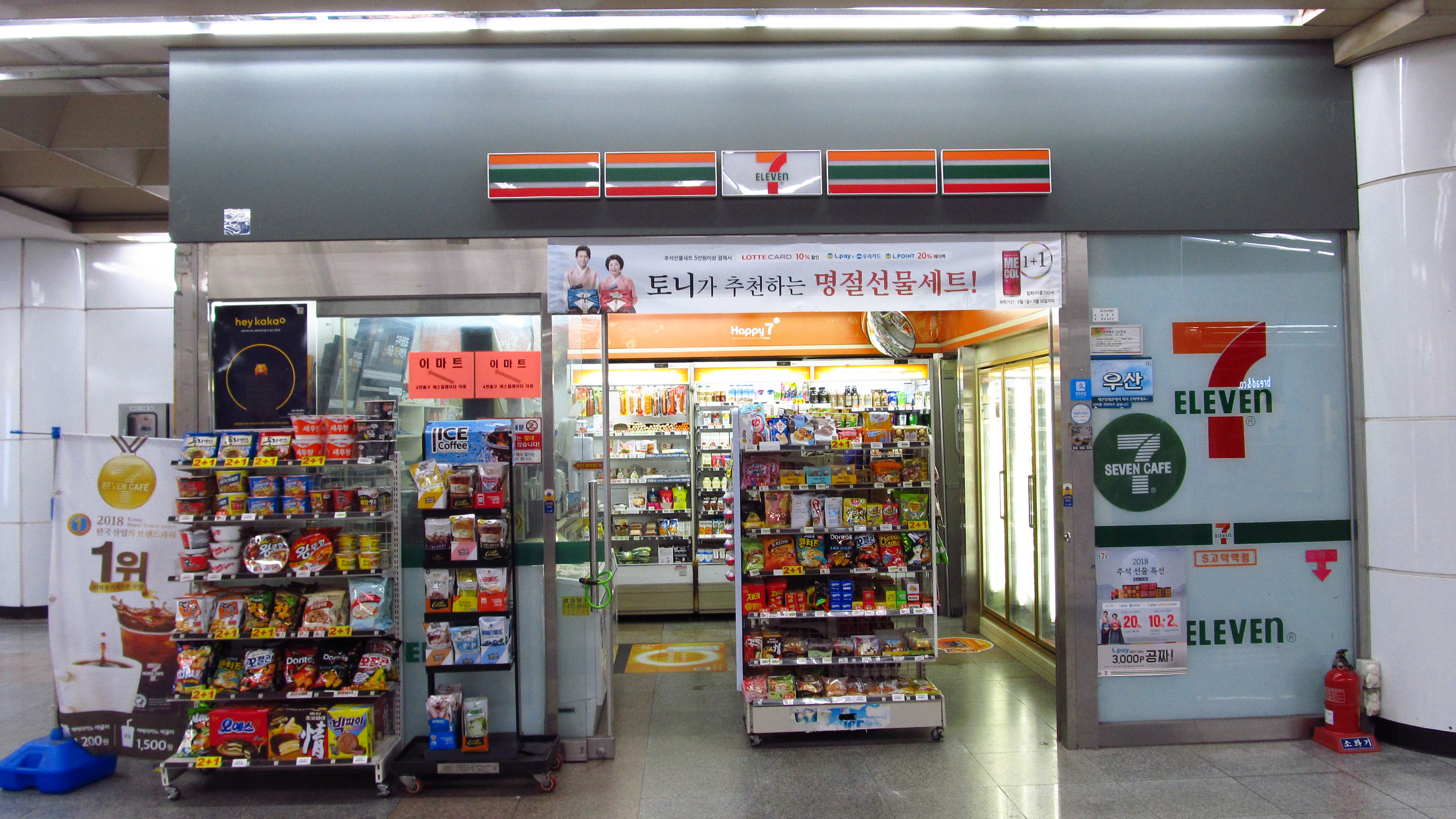
구내에 위치한 세븐일레븐 편의점(2018년 9월)
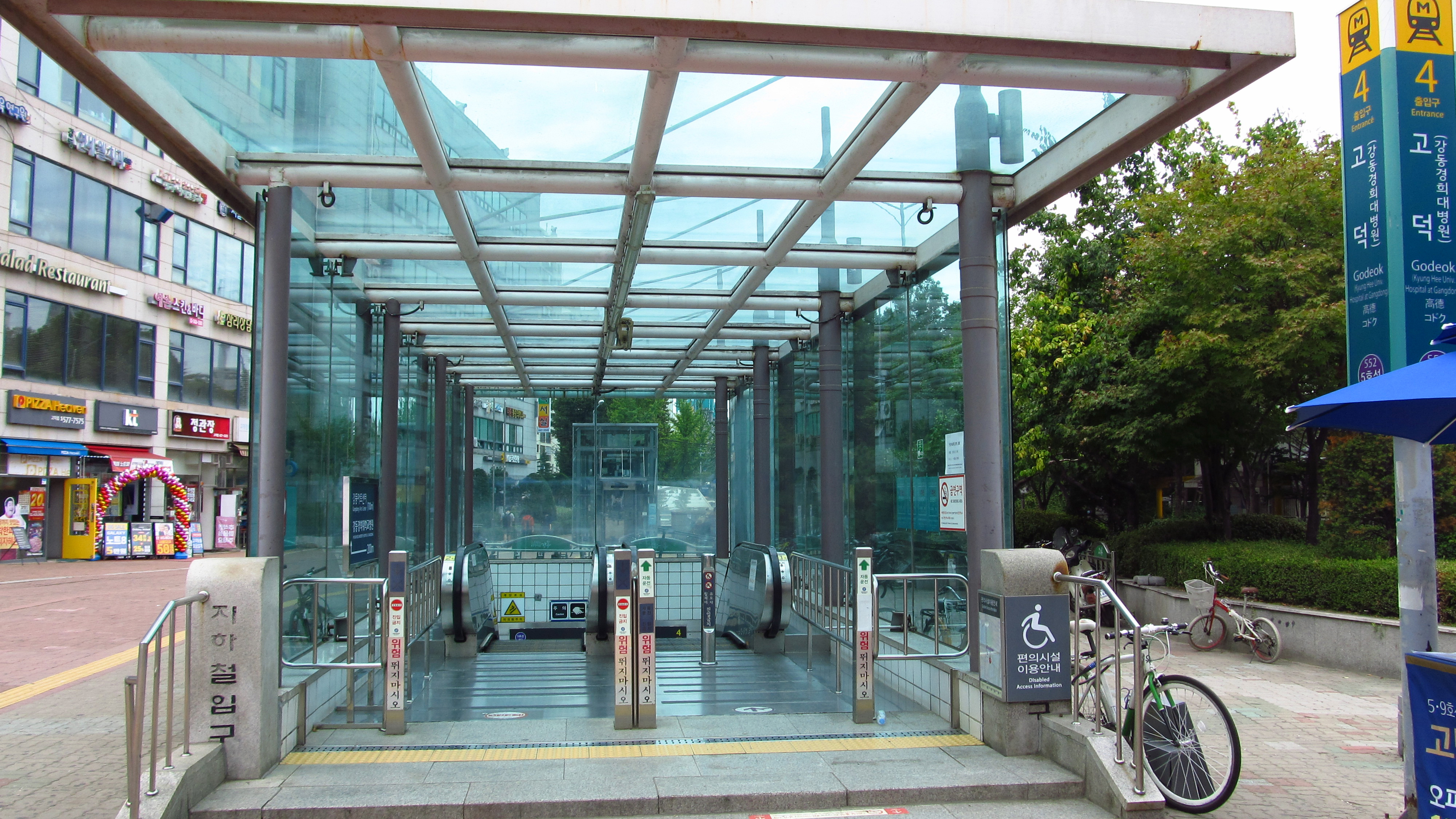
고덕역 4번 출구(2018년 9월)
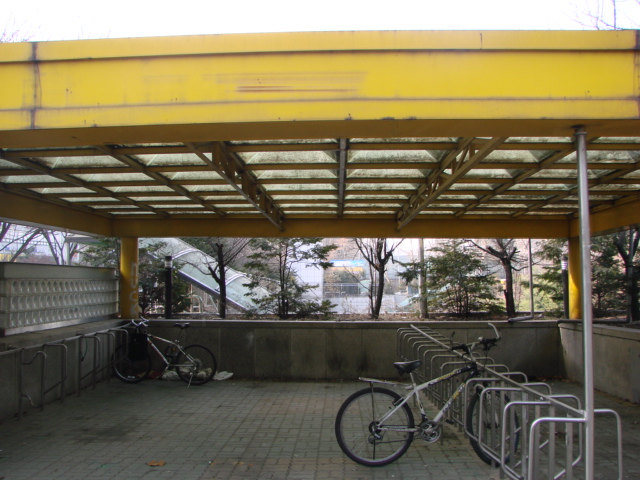
3번출구 인근 자전거 보관대

## 인접한 역
| 서울 지하철 5호선 본선 | 서울 지하철 5호선 본선 | 서울 지하철 5호선 본선     |
| ---------------------- | ---------------------- | -------------------------- |
| 551 명일 방화 방면     | ● 수도권 전철 5호선    | 553 상일동 하남검단산 방면 |